# Ширлінг
Ширлінг (нім. Schierling) — громада в Німеччині, розташована в землі Баварія. Підпорядковується адміністративному округу Верхній Пфальц. Входить до складу району Регенсбург.
Площа — 77,62 км2. Населення становить 8213 ос. (станом на 31 грудня 2020).